# Ligne 2 du bus à haut niveau de service d'Avignon
 (décembre 2018).
Si vous disposez d'ouvrages ou d'articles de référence ou si vous connaissez des sites web de qualité traitant du thème abordé ici, merci de compléter l'article en donnant les références utiles à sa vérifiabilité et en les liant à la section « Notes et références ».
La ligne C2 est une ligne de bus à haut niveau de service Chron'hop du réseau Orizo, reliant le Centre Hospitalier Henri Duffaut à Avignon, jusqu'à la Zone Commerciale Avignon Nord au Pontet et Vedène.
La ligne est mise en service le 19 octobre 2019. Les différents aménagements (voies en site propre, priorité au feux, stations aménagées, bornes de distribution de titres...) sont mis en place progressivement, jusqu'à l'inauguration officielle, le 20 février 2020.

## Construction
Les travaux ont démarré en janvier 2019 pour une durée de 9 mois. La mise en service de la ligne a eu lieu le 19 octobre 2019 avant son inauguration officielle, le 20 février 2020.

## La ligne
Elle compte 36 stations dont des correspondances avec la ligne T1 à Gare Centre et la ligne C3 à Limbert, Thiers et Saint-Lazare.
| Ligne | Caractéristiques                                       | Caractéristiques   | Caractéristiques   | Caractéristiques   | Caractéristiques   | Caractéristiques                              | Caractéristiques                         | Caractéristiques   | Caractéristiques   |
| C2    | Ligne C2                                               | Ligne C2           | Ligne C2           | Ligne C2           | Ligne C2           | Ligne C2                                      | Ligne C2                                 | Ligne C2           | Ligne C2           |
| C2    | Hôpital ⥋ Buld'Air                                     | Hôpital ⥋ Buld'Air | Hôpital ⥋ Buld'Air | Hôpital ⥋ Buld'Air | Hôpital ⥋ Buld'Air | Hôpital ⥋ Buld'Air                            | Hôpital ⥋ Buld'Air                       | Hôpital ⥋ Buld'Air | Hôpital ⥋ Buld'Air |
| ----- | ------------------------------------------------------ | ------------------ | ------------------ | ------------------ | ------------------ | --------------------------------------------- | ---------------------------------------- | ------------------ | ------------------ |
| C2    | Ouverture / Fermeture 19 octobre 2019 / —              | Longueur —         | Durée —            | Nb. d’arrêts 36    | Matériel —         | Jours de fonctionnement L, Ma, Me, J, V, S, D | Jour / Soir / Nuit / Fêtes O / O / O / O | Voy. / an —        | Dépôt Courtine     |
| C2    | Desserte : Avignon, Le Pontet et Vedène                |                    |                    |                    |                    |                                               |                                          |                    |                    |
| C2    | Autre : Fréquence de 12 minutes entre chaque véhicule. |                    |                    |                    |                    |                                               |                                          |                    |                    |
| C2    | Dernière actualisation : —                             |                    |                    |                    |                    |                                               |                                          |                    |                    |

### Tracé
| Station                | Lieu                                  | Correspondance(s)       |
| ---------------------- | ------------------------------------- | ----------------------- |
| Hôpital                | Rue Raoul Follereau, Avignon          |                         |
| Rhône Durance          | Chemin du Lavarin, Avignon            | 30                      |
| Schuman                | Chemin du Lavarin, Avignon            | 30                      |
| Lavarin                | Chemin du Lavarin, Avignon            | 30                      |
| Allende                | Avenue Allende, Avignon               | 10 30                   |
| Monclar                | Avenue Monclar, Avignon               | 10                      |
| Verdi                  | Rue Giuseppe Verdi, Avignon           |                         |
| Quiot                  | Avenue du 27ème RTA, Avignon          |                         |
| Scheppler FabricA      | Avenue Étienne Martelange, Avignon    |                         |
| Mouret                 | Avenue Eisenhower, Avignon            | 10                      |
| Eisenhower             | Boulevard Eisenhower, Avignon         | 10 6                    |
| Les Lierres            | Avenue de la Foire, Avignon           | 10 6                    |
| Gare Centre            | Boulevard Saint-Roch, Avignon         | T1 4 6 9 10 11 CZen-Rep |
| Magnanen               | Boulevard Saint-Michel, Avignon       | 4 5 9 11                |
| Limbert                | Boulevard Limbert, Avignon            | C3 4 5 9 11 28          |
| Thiers                 | Boulevard Limbert, Avignon            | C3 9 11 CZen-It         |
| Université             | Boulevard Limbert, Avignon            | C3 8 CZen-It            |
| Clos des Trams         | Route de Lyon, Avignon                |                         |
| Croisière              | Route de Lyon, Avignon                |                         |
| Combe                  | Route de Lyon, Avignon                | 24                      |
| Croix Verte            | Route de Lyon, Avignon                |                         |
| Cèdre Bleu             | Avenue Charles de Gaulle, Le Pontet   |                         |
| Agassins               | Avenue Charles de Gaulle, Le Pontet   |                         |
| Cigales                | Avenue Charles de Gaulle, Le Pontet   |                         |
| Le Pontet Le Lac       | Avenue Charles de Gaulle, Le Pontet   | 13 14                   |
| Le Pontet Centre       | Avenue de la République, Le Pontet    | 13                      |
| Place Thomas           | Place Joseph Thomas, Le Pontet        | 13 7                    |
| Tour Blanche           | Route de Carpentras, Le Pontet        |                         |
| Roberty                | Chemin du Périgord, Le Pontet         |                         |
| Périgord               | Chemin du Périgord, Le Pontet         |                         |
| Petits Rougiers        | Chemin des Petits Rougiers, Le Pontet |                         |
| Saint-Tronquet         | Avenue de Saint-Tronquet, Le Pontet   |                         |
| Daulands               | Avenue de Saint-Tronquet, Le Pontet   |                         |
| Newton Avignon Nord    | Avenue Isaac Newton, Le Pontet        | 12                      |
| Archicote Avignon Nord | Avenue Louis Braille, Le Pontet       | 8 12                    |
| Buld'Air               | Chemin du Pont Blanc, Vedène          |                         |

## Centre de maintenance
L'ensemble des véhicules seront remisés et entretenus au dépôt situé sur la rue du Petit Gigognan à Avignon.